# Dieter Hertrampf
Dieter „Quaster“ Hertrampf (* 29. November 1944 in Berlin) ist ein deutscher Gitarrist und Sänger. Er war Gründungsmitglied der 2016 aufgelösten Rockband Puhdys.

## Leben und Karriere
Gemeinsam mit seinen Eltern und dem Bruder wuchs Hertrampf in Berlin-Friedrichshain auf.
Hertrampf lernte 1959 das Gitarrespielen autodidaktisch. 1960 begann er eine Ausbildung zum Verkehrsbauzeichner und war gleichzeitig Mitglied einer Skiffleband. 1961 war er für knapp zwei Jahre Mitglied der Homedia Combo. Danach spielte er ein Jahr bei der Dieter-Frank-Combo. 1965 gehörte er mit Peter Meyer, Udo Jacob und Harry Jeske zu den Gründungsmitgliedern der „Ur-Puhdys“. Das „d“ im Bandnamen steht für „Dieter“. Seinen Spitznamen „Quaster“ erhielt er von seinen Bandkollegen, als er Probleme beim Einspielen des Shadows-Songs Quartermaster’s Store hatte. Hertrampf begann an der Musikschule Friedrichshain ein Musikstudium und schloss sich 1968 den Gruppen Teisco-Quartett, Die Collins und der Uve Schikora Combo an. Mit Abschluss an der Musikschule 1969 kehrte er zu den Puhdys zurück, wo er bis zur Bandauflösung 2016 Leadgitarrist und einer der Sänger war. So sang er den 1977 erschienenen Hit Alt wie ein Baum.
1987 erschien Liebe Pur, sein erstes Soloalbum, beim Plattenlabel Amiga. Nach dem vorläufigen Ende der Puhdys 1989 gründete er eine Lichtfirma und war Mitinhaber einer Diskothek. Ab 1992 spielte er wieder bei den Puhdys.
Nach dem Ende der Puhdys widmet sich Dieter Hertrampf seinen Soloprojekten „Ich bereue nichts“, „Quaster & Friends“ und „Quaster unplugged“, mit denen er seit 2016 unterwegs ist. Er nimmt als Gast an verschiedenen Projekten wie „Bonfire and Friends“ oder „Ostrock meets Classic“ teil.
Dieter Hertrampf ist mit Liane Hertrampf verheiratet. Gemeinsam haben sie eine Tochter, Kimberly Hertrampf. Hertrampfs Sohn Sven ist Mitglied der Drum-Band Stamping Feet. Sein Adoptivsohn Carsten Mohren war Musiker bei Rockhaus.
Hertrampf lebt in Berlin-Friedrichshain.

## Diskografie (als Solokünstler)

### Alben
- Liebe pur (1987)

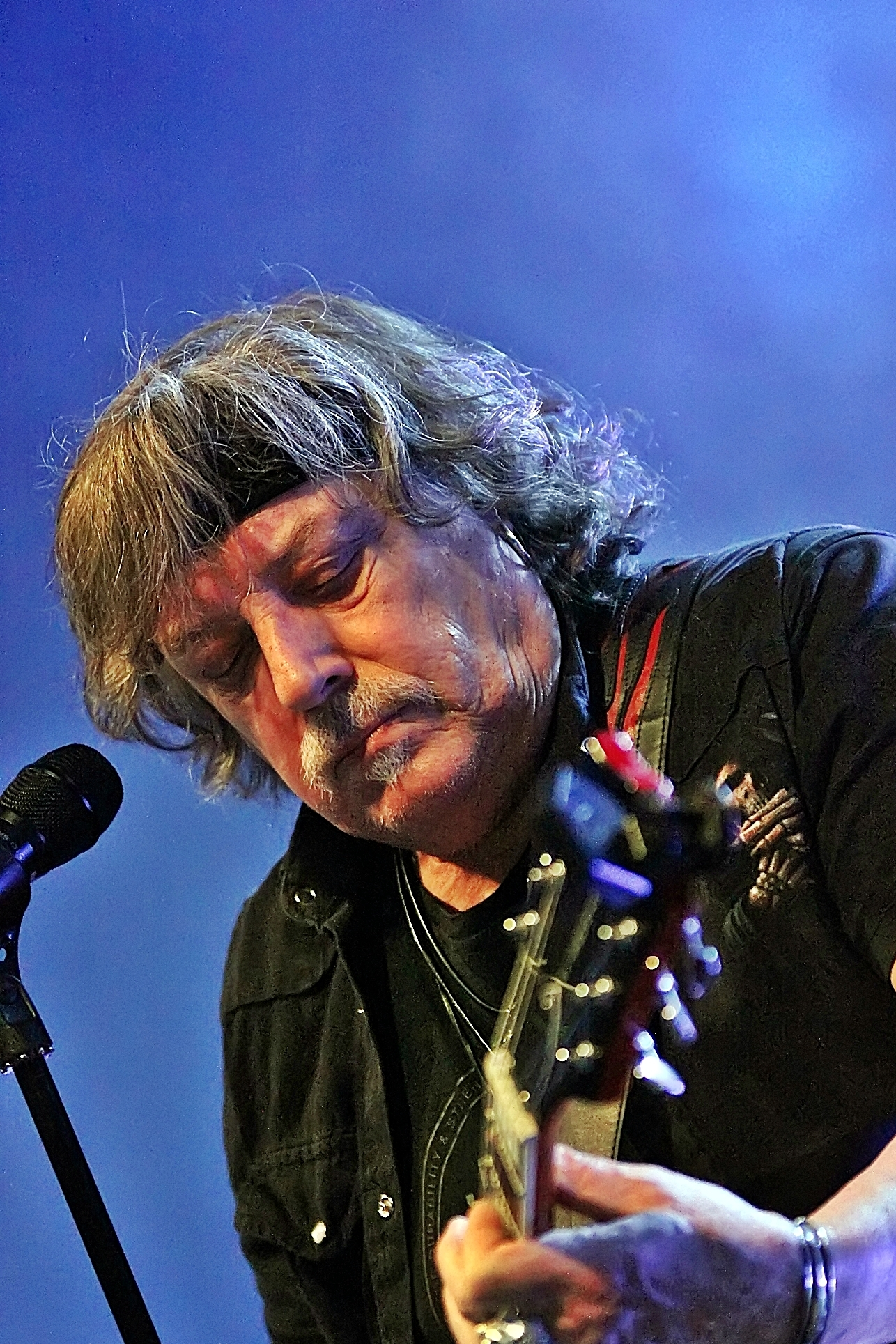
Dieter „Quaster“ Hertrampf (2018)

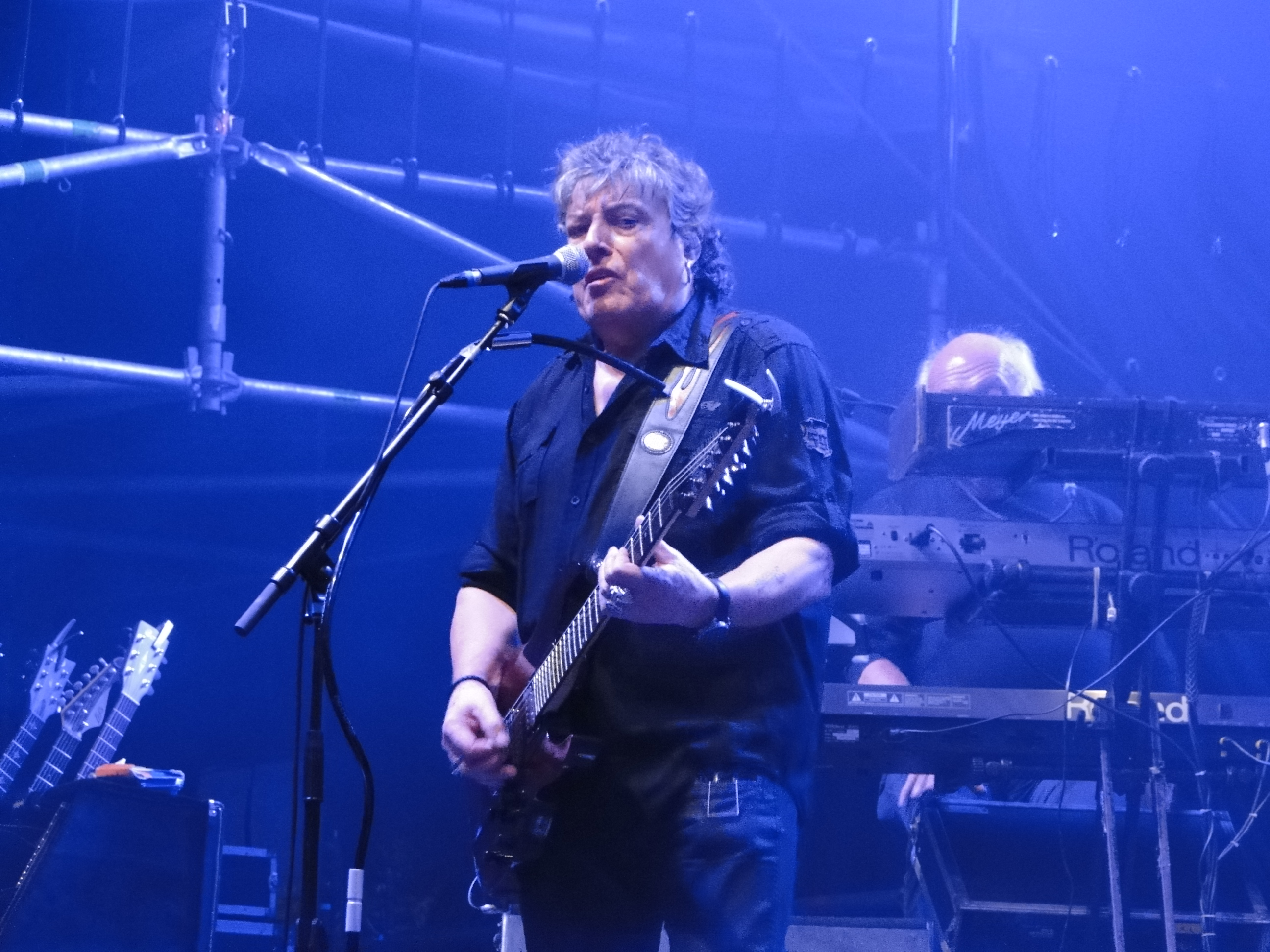
Dieter Hertrampf (2013)

- Live – Aus dem Tivoli in Freiberg (als Quaster, 2017)
- Unterwegs (2020)

### Single-CDs
- 136 Rosen (2014)
- Ich bereue nichts (2014)

## Auszeichnungen
- Interpretenpreis mit den Puhdys – insgesamt neun Mal
- Kunstpreis der DDR mit den Puhdys – 1977
- „Goldener Lorbeer“ mit den Puhdys – 1979
- Nationalpreis der DDR mit den Puhdys – 1982
- Deutscher Musikpreis ECHO mit den Puhdys – 2016